# Осененко, Василий Николаевич
Василий Николаевич Осененко (бел. Васіль Мікалаевіч Асяненка; 31.01.1916, Виленская губерния — 13.06.1977) — первый секретарь Глубокского райкома Коммунистической партии Белоруссии, Витебская область.

## Биография
Родился 31 января 1916 года в деревне Липники Вилейского уезда Виленской губернии.
До 1939 года батрачил. В 1940—1941 годах работал инструктором областного отдела актов гражданского состояния (по нынешнему — ЗАГС) Молодеченской области по Поставскому и Мядельскому районам.
В годы Великой Отечественной войны участник партизанского движения на территории Витебской области: разведчик, заместитель командира по разведке партизанского отряда имени А. В. Суворова, командир отряда «Слава» бригады имени К. Е. Ворошилова, одновременно с апреля 1942 по июль 1944 года секретарь Поставского подпольного райкома комсомола.
После войны на партийной работе: заместитель председателя Поставского, председатель Островецкого, Вилейского и Глубокского райисполкомов. В 1958 году окончил Высшую партийную школу при ЦК КПСС. С 1958 года — первый секретарь Дуниловичского райкома Коммунистической партии Белоруссии, Витебская область, с 1964 года — первый секретарь Глубокского райкома Коммунистической партии Белоруссии, Витебская область.
Указом Президиума Верховного Совета СССР от 23 июня 1966 года за успехи, достигнутые в увеличении производства и заготовок ржи, пшеницы, гречихи и других зерновых и кормовых культур, Осененко Василию Николаевичу присвоено звание Героя Социалистического Труда с вручением ордена Ленина и золотой медали «Серп и Молот».
В 1967—1976 годах — председатель партийной комиссии при Витебском обкоме Коммунистической партии Белоруссии.
Член Центрального комитета Коммунистической партии Белоруссии в 1966—1971 годах. Избирался депутатом Верховного Совета Белорусской ССР 2-го и 6-го созывов. Член ВКП/КПСС с 1944 года.
Умер 13 июня 1977 года.

## Награды и звания
Награждён орденами Ленина, Красного Знамени, Отечественной войны I степени, медалями.

## Память
Имя В. Н. Осененко присвоено колхозу в Поставском районе Витебской области, улице в городе Поставы, улице и переулку в аг. Дуниловичи Поставского района Витебской области